# Pollenia pulvillata
Pollenia pulvillata är en tvåvingeart som först beskrevs av Camillo Rondani 1862.  Pollenia pulvillata ingår i släktet vindsflugor, och familjen spyflugor.
Artens utbredningsområde är Italien. Inga underarter finns listade i Catalogue of Life.